# Рыжков, Сергей Борисович
Сергей Борисович Рыжков  (род. 25 октября 1968, Воронеж, РСФСР, СССР) — российский военачальник. Командующий 41-й общевойсковой армией Центрального военного округа с августа 2020 года, генерал-лейтенант (2020).
С 6 октября 2022 года за поддержку российской военной агрессии против Украины находится под санкциями всех стран Европейского союза и ряда других стран.

## Биография
Родился 25 октября 1968 года в Воронеже.
Выпускник суворовского военного училища. В 1989 году окончил Ленинградское высшее общевойсковое командное училище имени С. М. Кирова, в 1999 году — Общевойсковую академию Вооружённых Сил, в 2015 году — Военную академию Генерального штаба Вооружённых Сил Российской Федерации.
Служил в мотострелковых частях, прошёл все должности от командира взвода до командира объединения.
С 2001 по 2005 год — командир полка. С 2005 по 2006 год — заместитель командира, начальник штаба 3-й мотострелковой Виленской дивизии. С 2006 по 2008 год — заместитель начальника окружного учебного центра. С 2008 по 2009 год командир 127-й пулемётно-артиллерийской дивизии. С 2009 по 2010 год — начальник штаба 392-го учебного центра Дальневосточного военного округа. С 2011 по 2013 год — командир 39-й отдельной мотострелковой бригады Восточного военного округа. С 2015 по 2017 год — заместитель командующего 29-й общевойсковой армией, начальник Читинского гарнизона. С 2017 по 2019 год —  заместитель командующего 58-й общевойсковой армией Южного военного округа.
Указом Президента РФ в феврале 2019 года назначен на должность командующего 58-й общевойсковой армией. В апреле 2019 года во Владикавказе прошла торжественная церемония передачи штандарта командующего 58-й общевойсковой армией Южного военного округа. С августа 2020 года — командующий 41-й общевойсковой армией Центрального военного округа.
Указом Президента РФ от 10 декабря 2020 года № 769, присвоено воинское звание — генерал-лейтенант.
Участник боевых действий в Чечне и Сирии.

## Санкции
6 октября 2022 года, на фоне вторжения России на Украину, внесен в санкционный список Евросоюза как ключевая фигура сыгравшая центральную роль во вторжении и оккупации украинской территории. Таким образов, Рыжков «отвечает за активную поддержку и реализацию действий и политики, которые подрывают и угрожают территориальной целостности, суверенитету и независимости Украины, а также стабильности и безопасности в Украине».
Также включен в санкционные списки Великобритании, Швейцарии, Австралии, Украины и Новой Зеландии

## Награды

#### Государственные награды РФ
- Орден «За заслуги перед Отечеством» IV степени с мечами;
- Орден Александра Невского;
- Орден Суворова;
- 2 Ордена Мужества;[3][10]
- Орден «За военные заслуги»;
- Медаль ордена «За заслуги перед Отечеством» II степени;

#### Ведомственные награды РФ
- Медаль «За боевые отличия»;
- Медаль «За воинскую доблесть» I и II степени;
- Медаль «За укрепление боевого содружества»;
- Медаль «За отличие в военной службе» I, II и III степени;
- Медаль «Участнику военной операции в Сирии»;
- Медаль «За отличие в службе» (ФСЖВ);
- Медаль «За участие в военном параде в День Победы»;

#### Общественные награды РФ
- Медаль «За ратную доблесть» (ВООВ «Боевое Братство»);
- Медаль «За службу на Северном Кавказе» (Союз десантников России);
- Медаль «Ветеран боевых действий» (Комитет по делам воинов-интернационалистов);
- Медаль «За государственную службу» (Реестровое казачество РФ).

#### Иностранные награды
- Орден Святителя Николая (Донецкая Народная Республика) II степени;
- Медаль «Боевое содружество» (Сирия).